# Сент-Жюльет-сюр-Вьор
Сент-Жюлье́т-сюр-Вьор (фр. Sainte-Juliette-sur-Viaur, окс. Senta Jaleda) — коммуна во Франции, находится в регионе Окситания. Департамент — Аверон. Входит в состав кантона Кассань-Бегоне. Округ коммуны — Родез.
Код INSEE коммуны — 12234.
Коммуна расположена приблизительно в 520 км к югу от Парижа, в 110 км северо-восточнее Тулузы, в 16 км к югу от Родеза.

## Население
Население коммуны на 2008 год составляло 514 человек.
| 1962 | 1968 | 1975 | 1982 | 1990 | 1999 | 2008 |
| ---- | ---- | ---- | ---- | ---- | ---- | ---- |
| 404  | 468  | 455  | 456  | 409  | 441  | 514  |

## Администрация
| Период | Период | Фамилия        | Партия | Должность |
| ------ | ------ | -------------- | ------ | --------- |
| 2001   | 2008   | Франсуа Барьер |        |           |
| 2008   |        | Вероник Рекула |        |           |

## Экономика

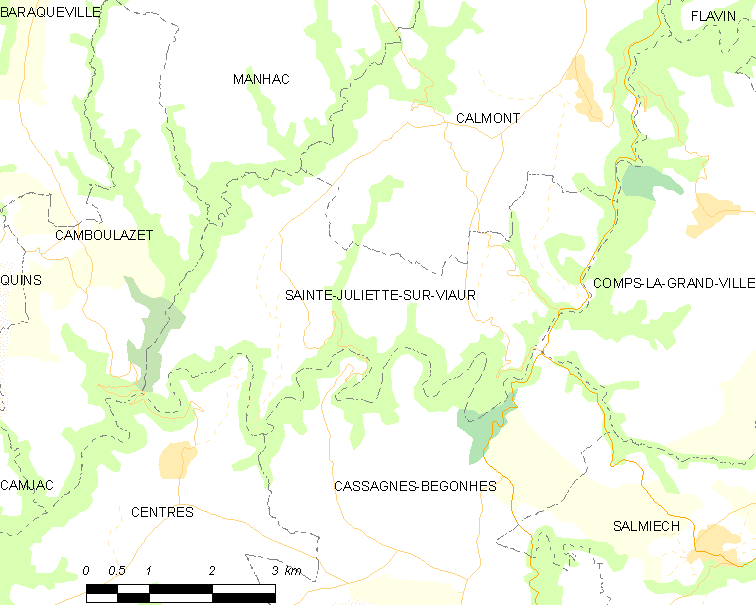
Карта коммуны

В 2007 году среди 320 человек в трудоспособном возрасте (15—64 лет) 252 были экономически активными, 68 — неактивными (показатель активности — 78,8 %, в 1999 году было 72,3 %). Из 252 активных работали 243 человека (127 мужчин и 116 женщин), безработных было 9 (4 мужчины и 5 женщин). Среди 68 неактивных 21 человек были учениками или студентами, 34 — пенсионерами, 13 были неактивными по другим причинам.